# Hadena claviplena
Hadena claviplena är en fjärilsart som beskrevs av Augustus Radcliffe Grote 1873. Hadena claviplena ingår i släktet Hadena och familjen nattflyn. Inga underarter finns listade i Catalogue of Life.